# Burg Stein (Bad Cannstatt)
Die Burg Stein ist eine abgegangene mittelalterliche Stadtburg in Stuttgart-Bad Cannstatt. Über die Geschichte der Burg ist nicht mehr viel bekannt. Sie war wahrscheinlich der Stammsitz des erloschenen Adelsgeschlechts derer von Stein. Letzte Reste wurden nach den Zweiten Weltkrieg entfernt.

## Lage
Die Burg Stein befand sich in der Cannstatter Altstadt, zwischen der Finstermünzgasse, der Helfer- und der Spreuergasse.

## Geschichte
Die Anlage ging wahrscheinlich aus einer Turmhügelburg (Motte) hervor, die im frühen Mittelalter entstanden ist und mit der Zeit vergrößert wurde. Wie die meisten Befestigungsanlagen in und um Stuttgart wurde die Burg durch Truppen König Rudolfs I. von Habsburg stark in Mitleidenschaft gezogen, als dieser im Jahre 1287 einen Rachefeldzug gegen Graf Eberhard den Erlauchten von Württemberg führte. Hintergrund des Krieges waren Streitigkeiten über Gebiete, die einst den Staufern gehört hatten und die Eberhards Vater Ulrich I. († 1265) an sich gerissen hatte. 1286 belagerte Rudolf zum ersten Mal Stuttgart. Es kam zu einem ersten Friedensschluss, den Eberhard jedoch nicht hielt. Daraufhin kehrte Rudolf mit seiner Streitmacht 1287 zurück und zerstörte zur Abschreckung alle Burgen der Umgebung, darunter auch die Burg Stein, die jedoch in veränderter Form (als Steinhaus) wiederaufgebaut wurde. Sie diente danach wieder als Wohnsitz der Herren von Stein, welche das Anwesen schließlich an Bürgerliche verkauften. Nach vielen Besitzerwechseln und Umbauten blieb von der Burg nur noch der massive Burgkeller unter dem Gebäude Helfergasse 25 erhalten. Nach dem Zweiten Weltkrieg wurde der Keller bei Bauarbeiten im Rahmen des Wiederaufbaus zerstört.